# Buariki (Tabiteuea)
Buariki ist ein Ort im Süden des Tabiteuea-Atolls in den zum Inselstaat Kiribati gehörenden Gilbertinseln im Pazifischen Ozean mit einer Landfläche von 0,23 km². Er ist der Hauptort des Distrikts South Tabiteuea. 2020 hatte der Ort 500 Einwohner.

## Geographie
Der Ort Buariki liegt auf dem gleichnamigen Motu im Süden von Tabiteuea. Auf demselben Motu befinden sich der Ort Nikutoru und der Flugplatz Tabiteuea Süd. Im Ort gibt es ein traditionelles Versammlungshaus (Buariki Maneaba) sowie die Kiribati Uniting Church. Am Nordwestende befindet sich das Gebäude der Inselverwaltung. Mit den benachbarten Motu  Aranuka und Nikutiri sowie mit Taungaeaka ist das Motu durch mehrere Dämme verbunden. Im Süden ist Katabanga das nächste bewohnte Motu.

## Klima
Das Klima ist tropisch heiß, wird jedoch von ständig wehenden Winden gemäßigt. Ebenso wie die anderen Orte des Tabiteuea-Atolls wird Buariki gelegentlich von Zyklonen heimgesucht.